# ガブリエル・ヴィドヴィッチ
ガブリエル・ヴィドヴィッチ（Gabriel Vidović、2003年12月1日 - ）は、ドイツ・アウクスブルク出身のクロアチア人サッカー選手。FCバイエルン・ミュンヘン所属。ポジションはMF。

## クラブ経歴
アウクスブルクに生まれ、地元のプロクラブであるFCアウクスブルクを経て、2016年にFCバイエルン・ミュンヘンの下部組織へ引き抜かれた。2021-22シーズン、リザーブチームであるFCバイエルン・ミュンヘンIIでのプレーが評価され、シーズン中の2月23日、クラブと2026年までのプロ契約を結んだ。
2021-22シーズンも終わりに差し掛かった2022年4月、ユリアン・ナーゲルスマンによってトップチームに初招集され、同月17日のブンデスリーガ第30節アルミニア・ビーレフェルト戦にて、89分にセルジュ・ニャブリとの途中交代でトップチームデビューを飾った。
2022年8月30日、2022-23シーズンはエールディヴィジのSBVフィテッセにレンタル移籍することが決定した。
2023年8月30日、NKディナモ・ザグレブへの1年間のレンタル移籍が発表された。

## 代表経歴
両親はボスニア・ヘルツェゴビナに居住していたクロアチア人であったため、ヴィドヴィッチはクロアチアの世代別代表を選択した。